# Bukovite
La bukovite è un minerale appartenente al gruppo omonimo.